# Elecciones federales de México de 1888
Las elecciones federales de México de 1888 se llevaron a cabo en dos jornadas, las elecciones primarias en el mes de  junio de 1888 y las elecciones secundarias en el mes julio del mismo año, en ellas se eligieron los siguientes cargos de elección popular:
- Presidente de la República. Jefe de Estado y de Gobierno, electo por un periodo de 4 años y desde 1884 con posibilidad de reelección inmediata, para cubrir el periodo 1888 - 1892. El candidato electo fue Porfirio Díaz.

## Resultados electorales
|  | 100.00 % |

|  | 0.0 % |

|  | 100.00 % |

- Datos: Q97175478